# هماوردی منچستر یونایتد و لیدز یونایتد

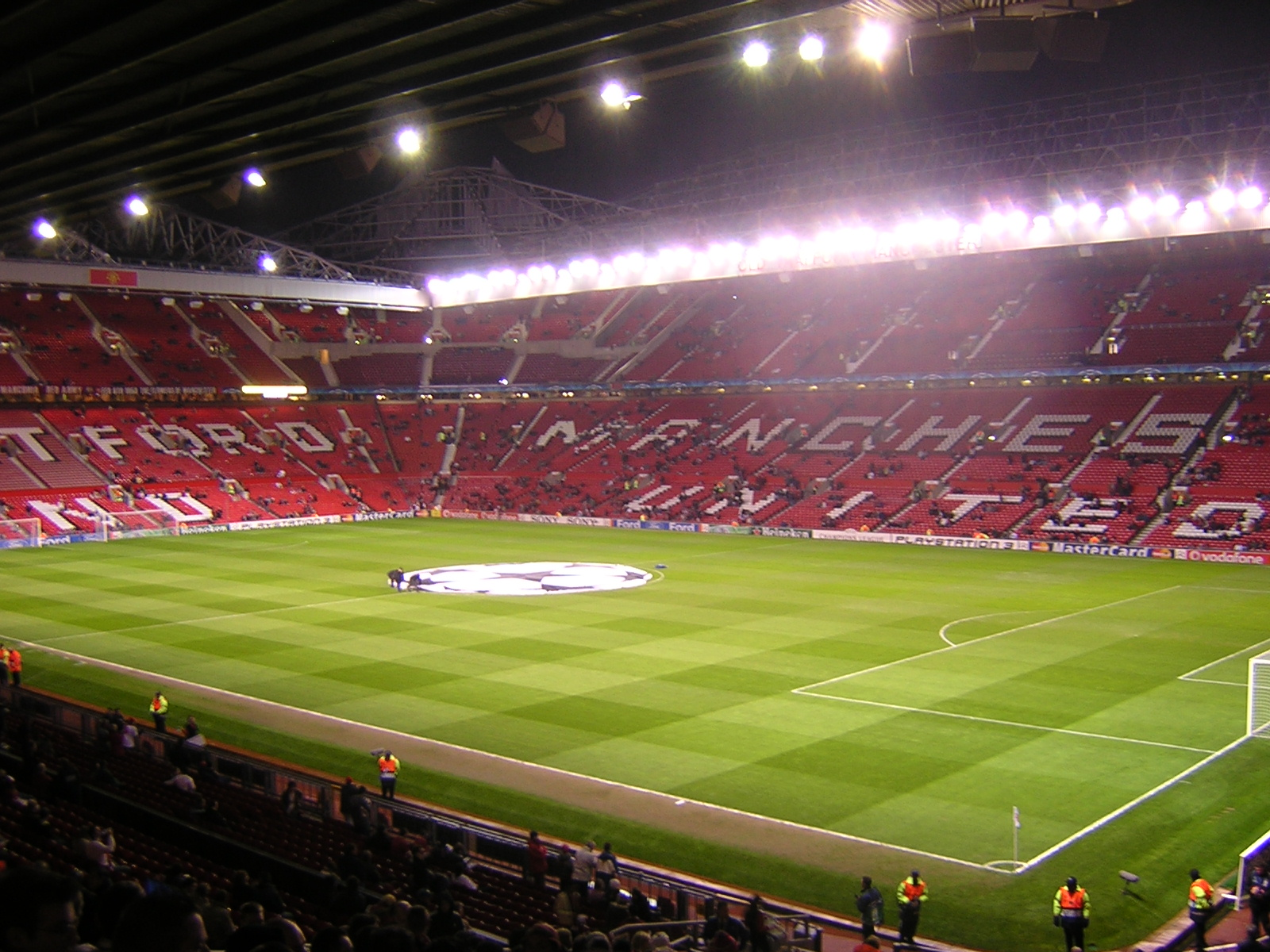
مراسم پیش از بازی ورزشگاه الدترافورد

رقابت باشگاه‌های فوتبال منچستر یونایتد و لیدزیونایتد یکی از شهرآوردهای شمالی انگلیس است که به جنگ گل‌ها یا جنگ رزها نیز معروف است. منچستر یونایتد با ۶۶ جام پرافتخار ترین تیم انگلستان و لیدز یونایتد با ۹ جام ، یازدهمین تیم پر افتخار انگلستان میباشد.

## افتخارات منچستر یونایتد در مقابل لیدز
اخرین بروز رسانی : ۲۴ ژانویه ۲۰۲۱
| لیدز            | رقابت                            | یونایتد |
| --------------- | -------------------------------- | ------- |
| داخلی           |                                  |         |
| ۳               | لیگ برتر                         | ۲۰      |
| ۱               | جام حذفی                         | ۱۲      |
| ۲               | سوپر کاپ انگلستان                | ۲۱      |
| ۱               | جام اتحادیه                      | ۵       |
| ۷               | مجموع                            | ۵۸      |
| اروپایی و جهانی |                                  |         |
| ۰               | لیگ قهرمانان اروپا               | ۳       |
| ۲               | لیگ اروپا و فیرز کاپ             | ۱       |
| .               | جام برندگان جام اروپا (تمام شده) | ۱       |
| ۰               | سوپر جام اروپا                   | ۱       |
| ۰               | جام بین قاره‌ای (تمام شده)        | ۱       |
| ۰               | جام باشگاه‌های فوتبال جهان        | ۱       |
| ۲               | مجموع                            | ۸       |
| ۹               | مجموع جام‌ها                      | ۶۶      |

**جام های لیگ دسته دوم یا فول ممبرکاپ و ... جزو جام های رسمی محسوب نمی‌شوند**

## آمار
| رقابت       | بردهای لیدز یونایتد | تساوی | بردهای منچستریونایتد | گل‌های لیدز یونایتد | گل‌های منچستر یونایتد |
| ----------- | ------------------- | ----- | -------------------- | ------------------ | -------------------- |
| لیگ         | ۲۳                  | ۳۲    | ۳۷                   | ۹۸                 | ۱۲۷                  |
| جام اتحادیه | ۳                   | ۳     | ۴                    | ۵                  | ۱۰                   |
| جام حذفی    | ۰                   | ۰     | ۵                    | ۴                  | ۱۲                   |
| مجموع       | ۲۶                  | ۳۵    | ۴۶                   | ۱۰۷                | ۱۴۹                  |